# Diario di Rywka Lipszyc
(Diario di Rywka Lipszyc - Ghetto di Łódź, 12 Aprile 1944, Rywka ha poco più di quattordici anni)
Il diario di Rywka Lipszyc è una diario di una ragazzina ebrea di quattordici anni segregata ed emarginata nel famigerato ghetto di Łódź , il secondo per grandezza tra i ghetti nazisti istituiti dal Terzo Reich in Polonia dopo il Ghetto di Varsavia. Il ghetto fu tristemente famoso per una popolazione che fu progressivamente ridotta dalle disumane condizioni di vita e di lavoro e dall'invio di decine di migliaia di bambini e anziani nei campi di sterminio e nelle sue camere a gas. Il diario si aggiunge alla peculiarità della immensa documentazione sia di documenti che fotografica che in controtendenza a quanto accadeva in altri ghetti, esiste invece copiosa per il ghetto di Łódź.
Manoscritto dalla ragazzina, il diario è "sopravvissuto" per puro caso fra le macerie dei crematori di Auschwitz-Birkenau dove venne trovato fortuitamente da un medico dell'Armata Rossa e rappresenta ad avviso degli storici e studiosi di manoscritti, uno scritto di indubbia autenticità e importanza dove i sentimenti e le emozioni della piccola scrittrice sono raccontati con una semplicità di linguaggio disarmante, dettato anche da una grande fede religiosa, qualità che riusciranno a commuovere i lettori del diario preservandone la Memoria nonostante Rywka « [...] deportata a Auschwitz-Birkenau nell’agosto del 1944[...] sopravvisse al campo e alla marcia della morte per Bergen-Belsen [...] liberata nell’aprile del 1945, ma troppo malata per essere evacuata fu trasferita in un ospedale di Niendorf, in Germania, [...] morì all’età di 16 anni».

## Il ritrovamento del diario e la sua tardiva pubblicazione

### Ritrovamento del diario
Il 27 gennaio 1945 la 60ª armata del 1° fronte ucraino sotto il comando del generale Pavel Alekseevič Kuročkin libera Auschwitz. Al seguito dell'Armata Rossa c'è anche il medico militare Zinaida Berezovskaja. Sarà proprio la dottoressa Berezovskaja che alcune settimane dopo, mentre si aggira fra i detriti dei crematori di Birkenau, trova il diario di Rywka che porterà al suo rientro a casa in Siberia, custodendolo fino al 1983 data della sua morte. Dodici anni dopo e precisamente nel 1995 la nipote di Zinaida proveniente dagli Stati Uniti mentre fa visita alla madre fra i ricordi e gli oggetti di famiglia trova anche quel diario. Lo legge e comprende immediatamente l'enorme valore di quel "documento". Decide di portarlo con sé al suo rientro a San Francisco in California e quindi si mette alla ricerca negli Stati Uniti di un'istituzione della Shoah a cui consegnare quella straordinaria testimonianza.
Sul suo ritrovamento presso il crematorio di Birkenau sono state formulate alcune supposizioni, una delle più attendibili è che probabilmente fu nascosto dagli addetti al Sonderkommando, che «sapendo anche loro di essere condannati a morte [...] scrissero le loro esperienze nel tentativo di lasciare dopo la loro morte [...] le prove dei crimini nazisti [...]». C'è infatti ampia evidenza storica che gli uomini del Sonderkommando, oltre i loro manoscritti, nascosero anche manoscritti di altri internati non appartenenti al loro gruppo, fu infatti seppellito un diario scritto sempre nel ghetto di Lodz che apparteneva ad un prigioniero maschio adulto. Interessante è la nota che accompagnava questo diario da occultare, che recitava: «".... Cerca oltre! Troverete ancora di più"». Poteva essere il diario di Rywka uno di quei manoscritti ancora da recuperare e citati da quella nota? Ad avviso del dottor Wojciech Plosa, capo dell'archivio presso il Museo statale di Auschwitz-Birkenau...era probabileǃ.

### Le vicissitudini fino alla pubblicazione
Dal 2008, il diario passerà prima dal Holocaust Center of Northern California di San Francisco e quindi dal Brooklyn College di New York che intanto stabiliscono l'autenticità, e siccome sono passati più di 60 anni dal suo ritrovamento decidono di trascrivere il testo originale del diario per preservare il testo su altri supporti resistenti al tempo. Due anni dopo e precisamente nel 2010, il diario viene tradotto dal polacco in inglese e «corredato dagli interventi di importanti studiosi, integrato con le testimonianze di due cugine di Rywka e con il resoconto delle ricerche compiute sulla sorte dell'autrice dopo il ritrovamento del diario».
Nel 2014 il diario viene finalmente pubblicato negli Stati Uniti, nei paesi anglofoni e in gran parte del mondo, e nel 2015 anche in Italia per i tipi della casa editrice Garzanti. I curatori del diario fanno notare che da quel momento «Rywka Lipszyc non è più solo un nome. Non è più nemmeno la vittima dell'Olocausto» il suo diario gli permette ora di parlare, il suo messaggio fatto di parole semplici e commoventi «sarà un monito eterno all'umanità perché non ripeta gli errori del passato».

### Il libro: "La memoria dei fiori"
Il risultato finale nella pubblicazione del diario di Rywka Lipszyc in lingua italiana sarà una pubblicazione per un totale di 191 pagine contenente anche il diario vero e proprio da pag. 35 a pag. 146. Il libro tradotto dall'inglese e stampato nel 2015 per i tipi della casa editrice italiana Garzanti ha come titolo: La memoria dei fiori - Il diario di Rywka Lipszyc - La vera storia di una bambina ebrea nel ghetto di Łódź, dimostra la collaborazione di studiosi delle più importanti istituzioni statunitensi della Shoah nella stesura degli ulteriori testi nel libro che accompagnano il diario vero e proprio.
La struttura del libro è la seguente:

- La I della sovraccoperta del libro rappresenta sotto il titolo del libro, un'immagine di una grande rosa rossa in mezzo a un groviglio di filo spinato.
- La II della sovraccoperta è una presentazione degli editori sul contenuto del diario e dei sentimenti predominanti della giovanissima scrittrice con un accenno al ritrovamento del diario e alla sua prima pubblicazione negli Stati Uniti.
- Prefazione di Judi Janec, della USC Shoah Foundation di Los Angeles[11] pp. 7 e 8 dal titolo "Il viaggio del diario da Auschwitz all'America"
- Introduzione di Alexandra Zapruder, storica e membro fondatore della United States Holocaust Memorial Museum[12] di Washington, pp. 11-34 dal titolo "Crescere nel ghetto di Łódź"
- Diario di Rywka Lipszyc, da p. 35 a p. 146 con la trascrizione diaristica di ogni data che inizia domenica 3 ottobre 1943 e termina mercoledi 12 aprile 1944. Ogni giorno è preceduto dal luogo di scrittura e nel caso specifico da Litzmannstadt e mai da "Łódź".
- Intervento "La città e il ghetto di Rywka" da p. 147 a 159, dello storico Fred Rosembaum fondatore e direttore della Lehrhaus Judaica[13] a Berkeley, in California, descritta come "il più grande centro ebraico di educazione degli adulti negli Stati Uniti occidentali"[14].
- La famiglia di Rywka, i componenti della sua famiglia, le cugine e la loro famiglia e i punti di riferimento della piccola scrittrice nel ghetto, da pag. 160 a pag. 161
- Intervento "Non solo un nome" da p. 162 a p. 172 di Hadassa Halamish una delle figlie di Mina Boyer e precisamente una delle due cugine più grandi di Rywka che visse con lei nel ghetto di Łódź, ma anche ad Auschwitz, a Christianstadt e a Bergen-Belsen[15].
- Intervento "Un tuffo nel passato" da p. 173 a p. 174 di Esther Burstein che era la maggiore delle tre cugine vissute con Rywka nel ghetto. «Lei e sua sorella Mina Boyer saranno le uniche della loro famiglia che sopravvivranno all'Olocausto»[16].
- Intervento "Cos'è successo a Rywka Lipszyc ?" da pag. 175 a pag. 184 di Judi Janec che si interroga sulla sorte di Rywka Lipszyc e sul ritrovamento del diario presso il crematorio descrivendo in maniera particolareggiata anche la ricerca da lei condotta. L'instancabile ricercatrice infatti esordisce con queste parole: «È possibile che qualcuno al magazzino avesse deciso di conservare il diario e di nasconderlo vicino al forno crematorio perché un giorno venisse ritrovato? Nel corso degli ultimi cinque anni, storici e archivisti di tutto il mondo hanno unito le forze per trovare risposte al mistero di Rywka», e Judi Janec è i prima fila in questa ricerca. Dalle sue stesse parole si evince che:
  - Nel 2009 incomincia a cercare informazioni nell'archivio centrale dei nomi delle vittime della Shoah ma nel 2011 fa una seconda ricerca sempre negli archivi di Yad Vashem e scopre un dato che gli era sfuggito nel 2009, Rywka sarebbe morta a Bergen-Belsen e la testimone è proprio sua cugina Mina Boyer (la Minia citata nel diario più volte) che rilascia due testimonianze sia nel 1955 che nel 2000. La Janec scopre attraverso fonti certe che la cugina è viva e vive in Israele e non è la sola, anche un'altra cugina Esther (citata nel diari come Estusia) è viva. La Janic è convinta che per quelle due persone che avevano sofferto con Rywka «Il ritrovamento del diario sarebbe stata una notizia straordinaria [...]». Dopo una serie di colloqui con la figlia di Mina, la ricercatrice apprende che una volta arrivate ad Auschwitz in agosto 1944 le tre cugine di Rywka e Rywka stessa con la sorellina Cripka, quest'ultima verrà immediatamente mandata alle camere a gas. In seguito sia Rywka che le sue tre cugine vengono trasferite in un campo di lavoro femminile e precisamente Christianstadt nei pressi del campo di concentramento di Gross-Rosen per poi essere ulteriormente trasferiti al campo di concentramento di Bergen-Belsen, dove secondo la testimonianza di Mina, sua cugina Rywka muore.
  - Intanto la Janec aveva incominciato anche a far ricerche presso l'United States Holocaust Memorial Museum, presso gli Archivi di Arolsen e presso diversi altri archivi della Shoah, compreso il Museo di Bergen-Belsen dove la Rywka, secondo i documenti, viene liberata dal campo di concentramento e non appare nella lista dei deceduti. Ma non solo, Rywka appare anche in una lista di sfollati nei precisi archivi di Arolsen, per cui la testimonianza della sua morte a Bergen-Belsen appare per la ricercatrice piuttosto improbabile, inoltre un appunto scritto a mano su un documento indicava che il 10 settembre 1945 Rywka fosse ancora viva e fu trasferita all'ospedale di Niendorf, a circa trenta chilometri da Lubecca. In seguito gli Archivi di Arolsen accertarono ancora che Rywka fu trasferita all'ospedale di Niendorf il 25 luglio 1945 perché era molto debole per essere dislocata in Svezia come le sue cugine affrontando un faticoso viaggio.
  - Dopo diverse altre ricerche la tenace ricercatrice scrive: «Nell'ottobre del 2012 ho deciso di imbarcarmi in un lungo viaggio sulle tracce di Rywka, partendo da Łódź, passando da Auschwitz e Bergen-Belsen e arrivando infine a Lubecca e a Niendorf. Sperando che passando in rassegna gli archivi locali, sfogliando i registri e visitando i cimiteri e i siti della memoria sarei finalmente riuscita a squarciare il mistero del destino di Rewka»
  - La ricercatrice mantiene la promessa, il libro cita tutte le ricerche fatte in questi luoghi, terminando con una tappa fuori programma: Londra con i registri della Wiener Library for the Study of the Holocaust and Genocide e quelli degli Archivi Nazionali del Regno Unito. Ma senza un risultato che possa soddisfare i suoi sforzi, è la ricercatrice stessa, che senza nessuna rassegnazione conclude con le seguenti parole il risultato della sua lunga e accurata ricerca:
 «Dopo anni di ricerche e gli sforzi congiunti di archivisti e storici di tutto il mondo, il destino di Rywka resta sfuggente e oscuro. Ma in questo settore spuntano sempre nuove strade da esplorare, e noi continueremo il viaggio sulle tracce di questa giovane superstite, convinti di trovare un giorno le risposte che cerchiamo»
  - Il giudizio della ricercatrice termina con una nota finale rivolta a tutti i lettori del libro e che dimostra chiaramente che la ricerca sulla ragazzina Rywka Lipsz non si fermerà ǃ Questa nota infatti recita:Se qualche lettore dovesse possedere informazioni utili alle ricerche, è pregato di contattare il Jewish Family and Children's Service Holocaust Center, 2245 Post Street, San Francisco, California, 94115 (www.jfcs.org), ovvero l'istituzione di residenza della instancabile Judi Janec.
- Intervento "Un altro mistero" da p. 185 a p. 186 da parte dei ricercatori. Riguarda una nota di due pagine scritta dalla dottoressa Zinaida Berezovskaja che fu trovata insieme al diario sulle cui pagine sono annotati i diversi tentativi fatti dalla Berezovskay per tradurre il diario e una sua traduzione e alcune discrepanze che ha fatto sorgere dubbi sul compilatore del diario.
- Bibliografia da p. 197 a p. 190 con 38 testi citati, fra i quali Kalendarium della storica Danuta Czech e I sommersi e i salvati di Primo Levi
- "Nota dell'editore americano" a p. 191 e 192 e di Anita Friedman, direttore esecutivo del Jewish Family and Children's Services di San Francisco
- Ringraziamenti da p. 193 a p. 196
- Sommario dei vari e diversi capitoli del libro, a p. 197
- La III della sovraccoperta con 6 importante date (Primavera 1945, 1995, 2008, 2010, 2014 e 2015) è una cronologia che va dal ritrovamento del diario alla pubblicazione del libro in lingua italiana.
- La IV della sovraccoperta è dedicata alle recensioni di 6 importanti personaggi del libro in italiano che esprimono apprezzamento per il diario della piccola Rywka, fra i quali quella di Frediano Sessi, di Roberto Faenza e di Silvia Avallone.

### Contenuto del diario
Una delle caratteristiche che contraddistingue la bambina scrittrice del diario è la sua fede religiosa nel Dio della Tanakh. In un pensiero trascritto nel suo diario, Rywka infatti scrive:
(dal diario di Rywka)
Tale fede traspare da diversi pensieri che affida al suo diario, quando con l'entusiasmo di un'ebrea praticante descrive diverse feste e altre manifestazioni religiose a cui prende parte attiva. Un "attivismo" svolto però in un luogo di internamento, un ghetto che soffoca e limita tutte le sue più elementari libertà, quelle di una ragazzina di soli 14 anni, entusiasta della vita, che avrebbe avuto diritto alla sua invocata e tanta desiderata "libertà".

Le pagine del diario vero e proprio nel libro "La memoria dei fiori", iniziano da p. 37 con la trascrizione del giorno di "Litzmannstadt, [domenica] 3 ottobre 1943" e terminano a p. 145 con un rapporto di quanto aveva fatto "Litzmannstadt, [mercoledì] 12 aprile 1944".

La trascrizione di questo ultimo giorno del diario di Rywka Lipszyc celebra, come in alcuni altri giorni del diario, la sua grande voglia di vivere. Nonostante sia conscia di essere segregata, basta solo un bella giornata di sole a renderla felice e appagata: 

«Oh, che tempo meravigliosoǃ Meravigliosoǃ Sono tanto felice e per questo motivo, è una grande consolazione [...]».
Inneggia quindi alla libertà dai vari impegni di lavoro che l'avevano assorbita fino a pochi giorni prima, scrivendo: «[...] e non solo non siamo più costrette a produrre nulla, ma andiamo dove ci pare, rincasiamo quando ci pare e non dobbiamo render conto a nessuno dei nostri pensieri. Libertà, il paradiso. Oh, sarebbe meraviglioso poter trascorrere così tutte le vacanze». Rywka qui parla di "movimenti e libertà" nel solo perimetro del ghetto e non anche nella città di Lodz il cui ingresso e permanenza era categoricamente proibito agli abitanti del ghetto. Quindi esprime la sua soddisfazione per aver preso insieme ad altra amiche l'iniziativa di frequentare la biblioteca (nel ghetto), decisione più utile, a suo avviso, dalla frequentazione dei circoli letterari. Mentre percorre la strada per arrivare a casa, scrive che ha fatto un'importante riflessione, si è accorta: «...di quanto sia bello essere giovani», scontenta solo di non aver avuto in quell'istante nemmeno un pezzo di carta per poter mettere per iscritto quella sua importante "presa di coscienza". Quando è a casa infatti, scrive sul suo diario che va a cercare fra i suoi libri, Ode alla giovinezza del poeta polacco Adam Mickiewicz (1798 - 1855), atto che la travolge di gioia nonostante alcune altre considerazioni negative e infatti mette per iscritto: «In momenti come questo vengo travolta dalla gioia di vivere. La natura è in festa, ma noi siamo sempre più consapevoli della nostra situazione...ci vuole davvero una grande forza d'animo per non arrendersi. Guardiamo questo mondo incantevole, la natura rigogliosa, e al tempo stesso ci vediamo dall'esterno: chiusi nel ghetto e spogliati di ogni cosa, perfino della più piccola gioia, perché non siamo altre che macchine con un raffinato istinto animale».

### La traduzione e l'accoglienza
Lo sforzo congiunto di più istituzioni per trascrivere, tradurre e pubblicare il diario è degno di nota. Un considerevole numero di qualificate istituzioni, di studiosi e di storici ricercatori hanno collaborato in tutto il mondo per dare voce alla piccola scrittrice che ha commosso i suoi lettori. Nel dicembre 2010, il Centro dell'Olocausto della California del Nord che aveva la responsabilità dell'edizione del diario ha accettato l'aiuto del "Jewish Family and Children's Services (JFCS) di San Francisco supervisionato della dottoressa Anita Friedman che ha lavorato in stretta collaborazione con la Lehrhaus Judaica, il famoso centro aconfessionale per l'educazione ebraica, fondato da Fred Rosenbaum. Nel frattempo una tenace ricercatrice Judi Janec del JFCS aveva girato mezzo mondo scovando tutto quello che poteva trovare sulla piccola scrittrice di quel Diario, dall" United States Holocaust Memorial Museum (Stati Uniti) a Yad Vashem (Israele), dagli Archivi di Arolsen (Germaniɑ), al Museo di Bergen-Belsen e alla Wiener Library (Regno Unito).
«Il passo successivo fu quello di tradurre in inglese il diario» con le annotazioni preparate dalla nota accademica e storica polacca Ewa Wiatr. Per la traduzione in inglese durono impiegati due traduttori, Malgorzata Szajbel-Kleck e Malgorzata Markoff. Infine si unisce al progetto la dottoressa Alexandra Zapruder, redattrice di Salvaged Pages: Young Writer's Diaries of the Holocaust e vincitrice del National Jewish Book Award for Holocaust 2002, sarà lei la redattrice del diario e si offre per scrivere la sua introduzione. Lo storico Fred Rosenbaum scriverà infine il saggio sul ghetto di Lodz.
L'accoglienza negli Stati Uniti e in altri paesi come l'Italia è stata unanime, diversi hanno lodato la cura del libro La memoria dei fiori come l'italiano Frediano Sessi, o come Sergio Luzzatto che lo ha definito «un importante contenuto alla memoria della Shoah», mentre Roberto Faenza lo definisce come «Un libro pregnante e commovente» aggiungendo che «L'aspetto che mi ha appassionato di più è la scomparsa di Rywka, come se uscita dall'inferno [del ghetto] si fosse voluta dileguare»